# جورج إس. كوك
جورج إس. كوك (بالإنجليزية: George S. Cook)‏ هو مصور أمريكي، ولد في 23 فبراير 1819 في Stratford ‏ في الولايات المتحدة، وتوفي في 27 نوفمبر 1902 في Bel Air, Virginia ‏ في الولايات المتحدة.